# RAF-groep nr. 5
RAF-groep nr. 5 (Engels: No. 5 Group RAF) was een vliegtuigformatie van de Royal Air Force tijdens de Tweede Wereldoorlog.

## Geschiedenis
RAF-groep nr. 5 werd op 1 september 1937 opgericht op de RAF-basis Mildenhall. In oktober 1937 verhuisde het hoofdkwartier van de eenheid naar St. Vincents in Grantham. In november 1943 verhuisde het hoofdkwartier van de groep naar Morton Hall op de RAF-basis Swinderby in Lincolnshire. 
Tussen 11 september 1939 en 21 november 1940 was Air Commodore Arthur Harris, het latere hoofd van de RAF Bomber Command, bevelhebber van RAF-groep nr. 5. De eenheid bestond aan het begin van de Tweede Wereldoorlog uit tien squadrons die uitgerust waren met Handley Page Hampden. de groep vloog tot de winter van 1940/41 met deze vliegtuigen en werd daarna uitgerust met Avro Manchester-vliegtuigen.  Begin 1942 werden deze alweer vervangen door Avro Lancasters. 
Op 17 oktober 1942 vloog de RAF-groep nr. 5 naar bezet Frankrijk en viel daar fabrieken bij Le Creusot en een elektriciteitsstation bij Montchanin aan. In de nacht van 22 en 23 oktober 1942 viel een groep van 85 Lancasters Genua aan. Op 24 oktober werd door een groep van 47 Lancasters overdag een aanval uitgevoerd op Milaan. 
In mei 1943 was RAF-groep nr.5 betrokken bij Operatie Chastise. De groep viel in juli 1944 U-Boot-bunkers in Brest, Lorient en La Pallice aan. In november 1944 was ze betrokken bij het tot zinken brengen van het Duitse slagschip Tirpitz. 
In de nacht van 13 op 14 april 1945 was ze betrokken bij het bombardement op Dresden. 
RAF-groep nr. 5 werd op 15 december 1945 ontbonden.

## Bevelhebbers

### 1918 to 1919
- 1 april 1918 Lieutenant Colonel Frederick Halahan
- Mei 1918 Brigadier-General Charles Laverack Lambe

### 1937 to 1945
- 17 augustus 1937 Air Commodore William Bertram Callaway
- 11 september 1939 Air Vice-Marshal Arthur Harris
- 22 november 1940 Air Vice-Marshal Norman Bottomley
- 12 mei 1941 Air Vice-Marshal John Slessor
- 25 april 1942 Air Vice-Marshal Alec Coryton
- 28 februari 1943 Air Vice-Marshal Ralph Cochrane
- 16 januari 1945 Air Vice-Marshal Hugh Constantine